# Aike Aikesson

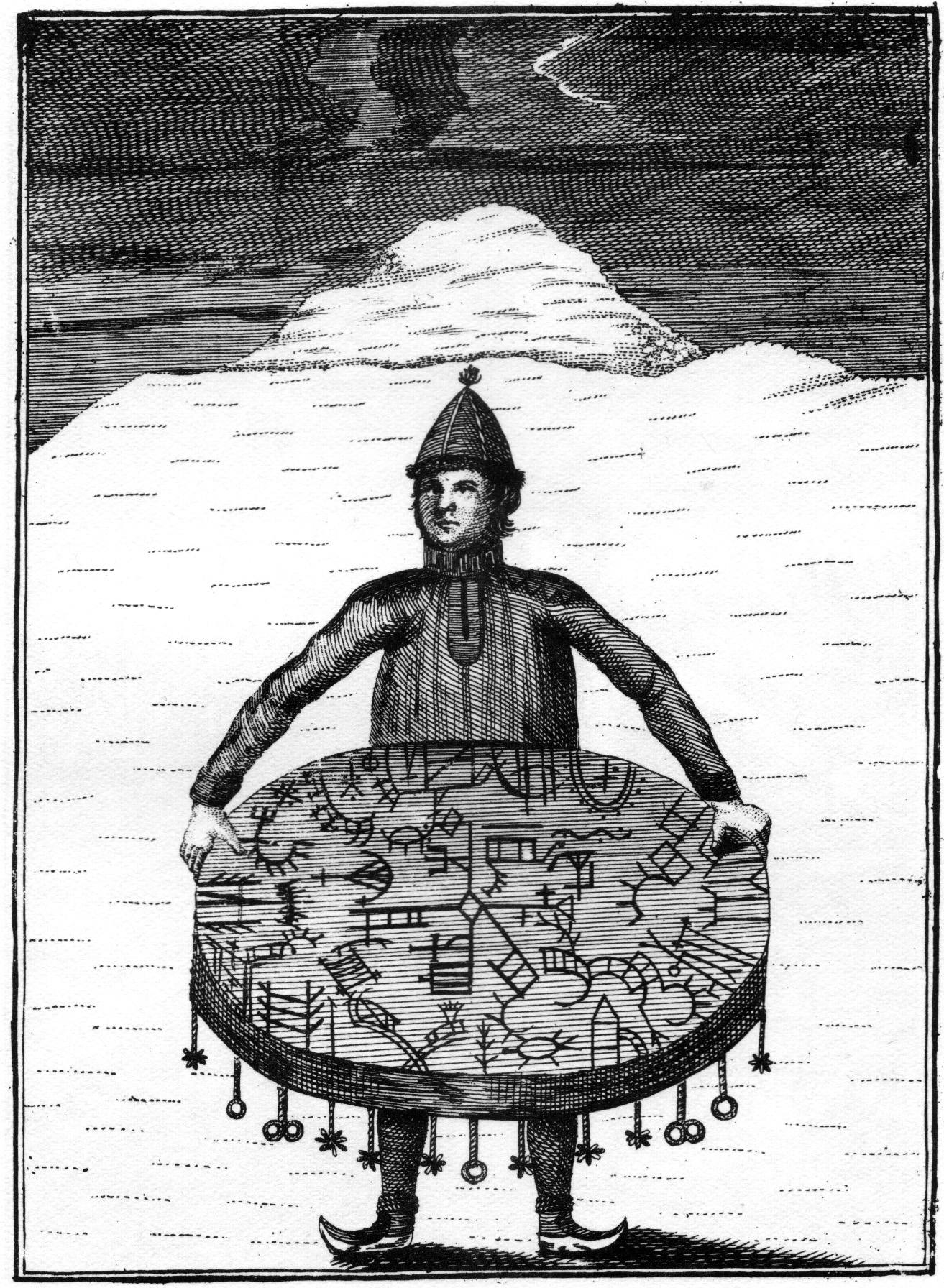
Nåjd med Shaman-trumma, kopparstick från 1767

Aike Aikesson, född 1591, död 1671, var en samisk nåjd som dömdes för häxeri.
Aikesson, som var från Kitka i Kemi lappmark, var vida känd som en stor nåjd. Som sådan ansågs han kunna orsaka både lycka och olycka för andra med hjälp av magi.
År 1670 anlitades han av en bonde för att trolla gott laxfiske i utbyte mot en fårskinnspäls. Bonden fick god laxfångst, men betalade bara med sockar och tumvantar.
Då bonden dog 1671, anmäldes Aikesson av en präst för att ha orsakat bondens död med en trollsång. Aikesson dömdes till döden för häxeri och fördes till Piteå med släde, där han skulle avrättas. Han avled dock i släden på vägen dit, troligen i en hjärtattack.
Mellan 1665 och 1708 dömdes elva personer i Norrbotten till döden för hädelse eller trolldom; fem av domarna verkställdes, varav tre var över samer.